# Alejandro Capurro
Alejandro Rubén Capurro (San Lorenzo, 31 ottobre 1980) è un ex calciatore argentino, di ruolo centrocampista.

## Carriera
Esordisce nel campionato argentino con la maglia del Colón (SF) il 19 dicembre 1999 nel match casalingo contro l'Argentinos Juniors, perso 2-1. Ha giocato esclusivamente con il sodalizio di Santa Fe, ad eccezione della parentesi annuale tra le file del club turco del Sakaryaspor.